# 高城良太
高城 良太（たかぎ りょうた、1989年11月8日 - ）は、日本のラグビー選手。

## プロフィール
- 岩手県出身[1]。
- ポジションはスクラムハーフ(SH)。
- 身長 170cm、体重 78kg
- ニックネームはタカギ。

## 来歴
2008年、盛岡工業高校卒業後、法政大学に入る。なお盛岡工業高校時代、東北高校選抜に選ばれたことがある。
2012年、法政大学卒業後、キヤノンイーグルスに加入。同年9月1日に行われたジャパンラグビートップリーグ第1節のNTTドコモレッドハリケーンズ戦に途中出場で公式戦初出場を果たす。
2018年、キヤノンイーグルスを退団した。